# تيري إل. أندرسون
تيري إل. أندرسون (بالإنجليزية: Terry L. Anderson)‏ هو اقتصادي أمريكي، ولد في 1946.